# Condado de Kandiyohi
O Condado de Kandiyohi é um dos 87 condados do estado americano do Minnesota. A sede do condado é Willmar, e sua maior cidade é Willmar.
O condado possui uma área de 2 232 km² (dos quais 171 km² estão cobertos por água), uma população de 41 203 habitantes, e uma densidade populacional de 20 hab/km² (segundo o censo nacional de 2000). O condado foi fundado em 1858.